# Eris (zoologia)
Eris C. L. Koch, 1846 è un genere di ragni appartenente alla famiglia Salticidae.

## Etimologia
Il nome deriva dalla dea della mitologia greca Eris, personificazione della discordia.

## Distribuzione
Le 12 specie oggi note di questo genere sono diffuse nelle Americhe; in particolare tre sono endemiche degli USA, tre del Messico e tre di Panama; l'unica specie rinvenuta in America meridionale è E. riedeli i cui esemplari provengono dall'Ecuador o dalla Colombia.

## Tassonomia
Questo genere venne rimosso dalla sinonimia con Dendryphantes C.L. Koch, 1837 da uno studio dell'aracnologo Kaston del 1973; inoltre Eris non è un sinonimo anteriore di Paraphidippus F. O. P.-Cambridge, 1901, come stabilito in uno studio dell'aracnologo Edwards contra la pubblicazione di Kaston del 1973 sull'argomento.
A maggio 2010, si compone di 12 specie:
- Eris bulbosa (Karsch, 1880) — Messico
- Eris flava (Peckham & Peckham, 1888) — dagli USA ad Hispaniola
- Eris floridana (Banks, 1904) — USA
- Eris illustris C. L. Koch, 1846 — Porto Rico
- Eris militaris (Hentz, 1845)[2] — USA, Canada, Alaska
- Eris perpacta (Chickering, 1946) — Panama
- Eris perpolita (Chickering, 1946) — Panama
- Eris riedeli (Schmidt, 1971) — Ecuador o Colombia
- Eris rufa (C. L. Koch, 1846) — USA
- Eris tricolor (C. L. Koch, 1846) — Messico
- Eris trimaculata (Banks, 1898) — Messico
- Eris valida (Chickering, 1946) — Panama